# 黎淑芬
黎淑芬香港廣播節目主持人。中學就讀於英華女學校，畢業於香港大學。90年代中期加入商業電台，現任《雷霆881》電台節目主持人及監製。夥拍馮志豐主持電影節目一台好戲及夥拍丘建威、潘源良、陳聰、周鵬主持《球迷集中贏》。曾任show8.com、E-radio電台台長。

## 現時主持節目
- 球迷集中贏

## 曾主持/監製 節目
- 爸爸早晨!媽媽早晨!：香港商業電台節目，由鄭丹瑞、毛舜筠主持
- 一台好戲：香港商業電台節目
- 發現新大陸：香港商業電台節目
- 球迷集中贏：香港商業電台節目
- 非繁忙戲迷時間：香港商業電台節目，與登徒、馮若芷聯合主持
- 茶煲裡的查篤撐：香港商業電台節目，與余宜發聯合主持，只限於查小欣放假期間

## 外部連結
- 黎淑芬於881903.COM的個人介紹*商業電台網頁（页面存档备份，存于）